# 城关镇 (渑池县)
城关镇，是中华人民共和国河南省三門峽市渑池县下辖的一个乡镇级行政单位。

## 行政区划
城关镇下辖以下地区：
一里河社区、东关社区、南街社区、北街社区、西关社区、黄花社区、北街村、东关村、西关村、南街村、一里河村、孟岭村、塔泥村、苏湾村、峪沟村、李家洼村、十里铺村、西河南村和班村。